# Otjipagapaga
Otjipagapaga is een geslacht van vlinders van de familie snuitmotten (Pyralidae).

## Soorten
- O. dentilinealis (Hampson, 1906)
- O. prima Mey, 2011
- O. secundaria Mey, 2011